# Maury Povich
Maurice Richard Povich, dit Maury Povich ou MoPo, né le 17 janvier 1939, est un animateur de télévision américain. Il présente depuis 1991 l'émission Maury, un talk-show de type Trash TV similaire au programme The Jerry Springer Show.
Il est marié à la journaliste Connie Chung. Son père, Shirley Povich, est un journaliste sportif américain qui couvre le baseball de 1923 à 1998 dans le Washington Post.
Il fait une apparition dans un épisode de la sitcom How I met your mother. Il y vole le taxi de Robin en prétextant une urgence. Il apparaît ensuite dans le métro new-yorkais et enfin dans un restaurant où un ami de Robin avoue l'avoir confondu avec Woody Allen.